# Девора Бертонова
Двора (Дебора) Бертонова (12 березня 1915, Тифліс, Російська імперія — 19 квітня 2010, Тель-Авів) — ізраїльська танцівниця, хореограф і педагог, донька Євсея (Єхошуа) Бертонова. Бертонова, відома своїми сольними танцювальними програмами, сама ставила їх, а також програми для труп «Бат-Шева» та «Театронетто». Лауреатка Премії Ізраїлю (1991).

## Життєпис
Народилася в сім'ї акторів Євсея та Міріам Бертонових у 1915 році в Тифлісі, де вони гастролювали з театральною трупою. У 1922 році батько приєднався до трупи московського театру Габіма, де став одним з провідних акторів. Дебора прожила в Москві з 1922 по 1928 рік, в 1923 році почавши вчитися танцям у балетній школі Большого театру . До програми навчання входили як класичний балет, так і характерний танець та пантоміма . У 9-річному віці, у 1924 році, дівчинка вперше з'явилася на сцені Большого театру в групі дітей, що зображували океан, накрившись великим шматком тканини .
У 1928 році сім'я Бертонових приїхала до Палестини, щоб брати участь у гастролях «Габіми». У Палестині Дебора вперше виступала як солістка, виконавши в культурному центрі кібуца Дганія номер «Маленька танцівниця», а на святкуваннях на честь «Габіми» — «Танець жебраків» з п'єси « Діббук» у постановці Євгена Вахтангова .
Коли трупа «Габіми» вирушила у турне Північною Америкою, батьки залишили Дебору в Берліні в товариша родини Франа Полоцького. Дівчинка жила в Німеччині до 1933 року і навчалася у танцювальній школі Трюмпі та Скоронель. Одночасно вона навчалася грі на ударних інструментах у Карла Орфа та балінезських народних танців у Радна Мааса Джодіані. Гроші на оплату уроків та проживання у Полоцького заробляла, виступаючи у будинках багатих берлінців. В 1933 році (у 17-річному віці) деякий час викладала сучасний танець в єрусалимській консерваторії Еміля Хаузера і Тельми Елін .
З 1934 року Бертонова продовжувала навчання в лондонській школі «Дарлінгтон-Голл», де викладали балетмайстри-новатори Курт Йосс та Зігурд Ледер . За рекомендацією Йосса, вона взяла в 1936 році участь у міжнародному танцювальному конкурсі в Парижі, журі якого очолював українець Серж Лифар . Журі присудило Бертоновій перший приз за танці «Типажі весілля» та «Перший бал» .
Йосс також звів молоду танцівницю з Марі Рамбер, яка організувала для неї серію виступів. Один із відвідувачів цих виступів познайомив Бертонову у жовтні 1936 року з письменником Іммануелем Бін-Горіоном . Повернувшись до Палестини, вони одружилися в травні 1937 року в Реховоті. У цьому шлюбі через рік народився син Ідо, який у майбутньому став актором, режисером та поетом. У 1960-ті роки сім'я перебралася до Холона, де оселилася поряд з будинком Ієхошуа Бертонова .
Вже в 1936 році Бертонова виступала з гастролями в Чехословаччині і прибалтійських країнах, а з 1937 році почала регулярні сольні виступи як в Палестині, так і за кордоном . У 1948 році вона дала сольний танцювальний вечір на Бродвеї в Нью-Йорку, у 1962 році — сольний спектакль у « Театрі де ля Віль» у Парижі і того ж року взяла участь у міжнародному фестивалі пантоміми у Берліні. У 1960 році отримала стипендію ЮНЕСКО на відвідування Гани, де вивчала місцеве танцювальне мистецтво, яке надалі використала у своїй творчості . Вдруге відвідала Гану в 1965 році. Наступного року відвідала Індію, танцювальне мистецтво якої також згодом пропагувала в Ізраїлі .
У 1944 році заснувала власну танцювальну студію в Тель-Авіві, де протягом 40 років давала уроки як дітям, так і професійним танцівникам. У 1970 році оголосила про завершення виконавської кар'єри, проте продовжувала працювати як викладачка і хореограф, а в 1985 році повернулася на сцену з новою версією «Танця жебраків», яку представила на IX конференції з юдаїки в Єрусалимі та на святкуванні 70-річчя «Габіми». У 1991 році виконала невелику роль у постановці « Вплив гамма-променів на чорнобривці» (театральна школа «Бейт-Цві»), а через рік — у фільмі Амоса Гутмана «Незбагненна милість». У 1996 році вперше виступила із сольною виставою без жодного елементу танцю. У ході трирічних гастролей країною ця постановка пройшла більше ста разів. У 2000 році Бертонова брала участь у постановці «Прощання зі сценою» трупи « Театронетто». На початку 2002 року перелом стегнової кістки в результаті падіння змусив Бертонову остаточно припинити виступи, після чого вона почала роботу над автобіографічною книгою «За лаштунками душі» (івр. מאחורי הקלעים של הנפש , що побачила світ у 2005 році .
Єдиний син Двори, Ідо, наклав на себе руки у 1972 році, у 35-річному віці 35. У 1986 році помер її чоловік Іммануель Бін-Горіон . Сама вона померла у лікарні Іхілова у Тель-Авіві у 2010 році, на 96-му році життя .

## Творчість
Упродовж тривалого часу Двора Бертонова виступала як танцівниця-солістка, самостійно працюючи над хореографією своїх вистав. За визначенням її чоловіка Іммануеля Бін-Горіона, її творчість була «унікальним гібридом стилізованого танцю й пантоміми». Критики відзначали змістовність її танців, які представляли у них спостережливість і почуття гумору автора, економічність рухів і відсутність необхідності у реквізиті. З середини 1940-х років у творчості Бертонової помітне місце займають постановки, які вона сама визначала як драми; у таких роботах поєднувалися сольні танцювальні номери та декламація текстів, часто на біблійну чи єврейську національну тематику. На її переконання, такі біблійні постаті як Іохаведа і пророчиця Девора вимагали особливих засобів вираження, і вона, втілюючи їх образи, звертаючись до архаїчних форм мистецтва .
Один із перших сольних номерів Бертонової, «Танець жебраків», залишався серед її найвідоміших творів протягом кар'єри. Серед інших відомих довоєнних робіт Бертонової — «Донька Їфтаха» (музика Нахума Нарді), «Покинута дитина» та «Типажі весілля» (всі — у 1930 році); «Розмова двох євреїв» (музика Юлія Енгеля) і «Творець чарівництва» (обидва — 1933); «Перший бал» (музика М. Пенні, 1935); «Шабат» (музика К.арела Саломона), «Долина» і «Мати» (музика Марка Лаврі, всі — 1936); «Сільська дівчина потрапляє в місто» (музика Марка Лаврі) і «Вулиця прикростей» (обидва — 1938 року) .
У 1940 році були створені композиції «Учитель» та «Учень», у 1943 році — «Партизанка», «Невідомий солдат», «Офіціант» (музика Марка Лаврі) та «Принцеса на горошині» (музика Моцарта), у 1946 році — «Партизанка». Вихід з Єгипту" (музика Йозефа Таля) та «Ізкор» (музика Едена Партоша) і в 1947 році — «Дівчина-халуц» (музика Едена Партоша). На музику Таля покладено композиції «Шлях до Єрусалиму» (1952) та «На згадку» (1957). Також у 1957 році з'явилася робота «Комедіант» на музику Ханана Вінтерниця, а в 1960-і роки — танці на африканські мотиви, записані в Гані .
У період перерви у виступах, у 1979 році, Бертонова поставила для танцювального ансамблю « Бат-Шева» номер «Спогади про людей» на музику Таля. У 1994 році, у 80-річному віці, разом зі своєю ученицею Даніеллою Міхаелі вона створила для щорічного фестивалю в Центрі Сюзан Далаль композицію «Коли гаснуть вогні», джерелом натхнення для якої стали твори Федеріко Фелліні .

## Визнання заслуг
В 1991 році Дворі Бертоновій була присуджена Премія Ізраїлю в галузі танцювального мистецтва, яку вона розділила з Центром Сюзан Далаль, а наступного року вона стала лауреатом премії Ізраїльського союзу виконавців (івр. איגוד אמני ישראל). У 1994 році Бертонова була удостоєна звання почесного громадянина Холона .